# Éric Toledano

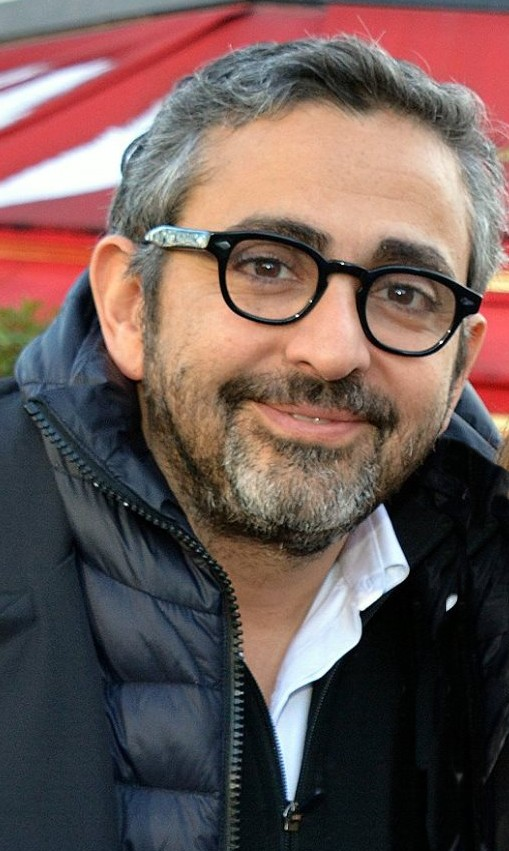
Éric Toledano

Éric Toledano (* 3. Juli 1971 in Paris) ist ein französischer Drehbuchautor und Filmregisseur.

## Leben
Toledano ist seit Mitte der 1990er Jahre als Filmregisseur und Drehbuchautor tätig. Bis heute war er an mehr als zehn Filmproduktionen beteiligt. Er wurde 2012 zusammen mit Olivier Nakache für den Film Ziemlich beste Freunde für den César in den Kategorien Beste Regie, Bester Film und Bestes Originaldrehbuch nominiert. Auch für Das Leben ist ein Fest und Alles außer gewöhnlich war er zusammen mit Nakache in diesen drei Kategorien nominiert. 2021 konzipierte er mit Nakache die Serie In Therapie, wo er an den Drehbüchern mehrerer Folgen mitwirkte.

## Filmografie (Auswahl)
- 2005: Zwei ungleiche Freunde (Je préfère qu’on reste amis…)
- 2006: Nos jours heureux
- 2009: Tellement proches
- 2011: Ziemlich beste Freunde (Intouchables)
- 2014: Heute bin ich Samba (Samba)
- 2017: Das Leben ist ein Fest (Le sens de la fête)
- 2019: Alles außer gewöhnlich (Hors normes)
- 2021–2022: In Therapie (En thérapie, Fernsehserie)
- 2023: A Difficult Year (Une année difficile)